# Henneguya zschokkei
Henneguya zschokkei (лат.) — вид паразитических стрекающих из семейства Myxobolidae подкласса миксоспоридий, паразит лососёвых рыб. Henneguya zschokkei — единственный известный по состоянию на 2020 год вид многоклеточных организмов, полностью лишённых функциональных митохондрий и аэробного дыхания.
Вид был открыт исследователем Zschokke, и другой исследователь, Gurley, в 1893 году присвоил таксону имя Henneguya zschokkei в честь первооткрывателя. В 1919 году был описан вид Henneguya salminicola, однако в настоящее время название Henneguya salminicola рассматривается как младший синоним названия Henneguya zschokkei.

## Строение и образ жизни
H. zschokkei паразитирует на некоторых видах лососёвых рыб, обитающих в морских, солоноватых и пресных водах Северного полушария. Его хозяевами могут быть нерка, кета, чавыча, горбуша, кижуч, обыкновенный сиг, анадромные разновидности радужной форели. 
Жизненный цикл H. zschokkei не изучен до конца. В нём имеются три основные стадии: стадия цисты, которая обнаруживается в мышцах рыб, стадия актиноспоры, обитающая в кольчатых червях, и стадия миксоспоры, выходящая из зрелых цист в воду и заражающая червей.
Паразит формирует мелкие белые цисты диаметром до 10—20 мм в скелетных мышцах и других тканях (например, подкожной межмышечной соединительной ткани) заражённой рыбы. Вокруг цисты в мышцах рыбы формируется капсула из соединительной ткани. Чем дольше циста находится в мышце рыбы, тем более прочная соединительнотканная капсула формируется вокруг неё. Наибольшее количество цист обнаруживается в области спинного плавника. Циста заполнена беловатой жидкостью, содержащей множество спор диаметром около 10 мкм. Споры имеют яйцевидную форму и состоят из двух симметричных створок, прикрывающих две яйцевидные капсулы на переднем конце и спороплазму. Задний конец споры несёт два неравных хвостовидных придатка длиной от 26 до 40 мкм. На поверхности споры имеется прямой или извилистый шов. Внутри споры содержится крупная вакуоль, хорошо окрашивающаяся йодом. Полярные капсулы имеют одинаковую ширину, однако одна из них, как правило, длиннее другой. Внутри полярных капсул находятся филаменты, закрученные в пять или шесть витков. Большую часть объёма споры занимает спороплазма. В спороплазме находятся два ядра, хотя иногда в цисте находится больше ядер. Иногда при долгом нахождении в тканях рыбы циста подвергается меланизации. 
Цисты в тканях рыб постепенно увеличиваются в размерах и в конце концов прорываются, высвобождая в воду многоклеточные миксоспоры. На месте цист остаются язвы, в которых нередко поселяются вторичные патогены. Черви заражаются паразитом, поглощая миксоспоры вместе с пищей. В организме червя H. zschokkei обитает преимущественно в кишечнике и размножается бесполым путём (спорогонией), и в результате бесполого размножения появляется следующая стадия жизненного цикла — актиноспора. Актиноспоры достигают около 120 мкм в длину. Из кишечника червя актиноспоры выходят в воду, и при контакте актиноспоры с кожей рыбы (чаще всего H. zschokkei заражает молодых рыб) под действием химических сигналов, содержащихся в покрывающей кожу слизи, актиноспоры выбрасывают полярные филаменты и прочно прикрепляются к хозяину. Далее содержимое актиноспоры (спороплазма) попадает в эпителий, где приступает к делениям. Наконец, клетки паразита перемещаются в мышечную ткань, где окружаются соединительной тканью с формированием цисты. До начала формирования миксоспор внутри цисты плавают два или более ядер, после слияния и последующих делений которых начинается формирование миксоспор.
H. zschokkei не приносит существенного вреда своему хозяину и не передаётся другим организмам при поедании заражённой рыбы. Цисты этого паразита безопасны для человека и поедающих заражённых рыб животных, однако они существенно понижают качество рыбного сырья.
Имеются сообщения об обнаружении спор H. zschokkei в человеческих фекалиях, причём отмечается их высокое сходство со сперматозоидами человека.

## Метаболизм
В феврале 2020 года были опубликованы результаты анализа генетического материала H. zschokkei, который показал, что у этого животного полностью отсутствует митохондриальная ДНК. Отсутствие митохондрий у этого вида было подтверждено и с помощью микроскопии, хотя у близкородственного вида Myxobolus squamalis есть полноценные функционирующие митохондрии. Митохондрии H. zschokkei превратились в митохондриеподобные органеллы, не имеющие собственной ДНК. Этот вид утратил не только митохондриальную ДНК, но и практически все ядерные гены, задействованные в репликации и транскрипции митохондриального генома. В то же время H. zschokkei имеет гены, белковые продукты которых задействованы в других митохондриальных метаболических путях (цикл трикарбоновых кислот, пути метаболизма аминокислот, липидов, нуклеотидов и других), хотя гены, кодирующие белки аэробного дыхания, были либо утеряны, либо преобразованы в псевдогены. Детальный механизм дыхания этого организма неизвестен. Предполагается, что в митохондриеподобных органеллах H. zschokkei ацетил-КоА поступает в цикл трикарбоновых кислот, далее в конечном итоге ацетил-КоА отдаёт свои электроны на второй комплекс дыхательной цепи (комплекс II). С комплекса II электроны поступают на убихинон, откуда они поступают на пока неизвестный конечный акцептор электронов. Комплексы I, III и IV, а также цитохром c у H. zschokkei отсутствуют. Изучение метаболизма этого вида осложняется трудностями с лабораторным культивированием этого организма.
Поскольку митохондриеподобные органеллы H. zschokkei не имеют гидрогеназ и каких-либо ферментов бактериального происхождения, они не тождественны гидрогеносомам — производным митохондрий, которые имеются у ряда одноклеточных эукариот и обеспечивают синтез АТФ за счёт анаэробного метаболизма пирувата и синтеза H2. Тем не менее, митохондриеподобные органеллы простейшего Cryptosporidium muris из группы Apicomplexa похожи на митохондриеподобные органеллы H. zschokkei, поскольку в обоих случаях органеллы утратили комплексы I, III и IV дыхательной цепи. Однако органеллы Cryptosporidium muris имеют альтернативную оксидазу и сохраняют кристы. Вероятно, утрата H. zschokkei митохондриальной ДНК произошла относительно недавно в эволюционном масштабе.